# Anomala lepida
Anomala lepida är en skalbaggsart som beskrevs av Hermann Burmeister 1844. Anomala lepida ingår i släktet Anomala och familjen Rutelidae. Inga underarter finns listade i Catalogue of Life.